# オレグ・スヴャトスラヴィチ (ノヴゴロド・セヴェルスキー公)
オレグ・スヴャトスラヴィチ（ロシア語: Олег Святославич、1137年頃 - 1180年1月18日）は、スヴャトスラフ・オリゴヴィチの子である。プチヴリ公：1157年 - 1159年、クルスク公：1159年 - 1164年、ノヴゴロド・セヴェルスキー公：1164年 - 1180年。

## 生涯
オレグの誕生は1137年頃と推定される。1146年から1154年にかけてのルーシ内戦では、父と共にロストフ・スーズダリ公ユーリー（ユーリー・ドルゴルーキー）、ガーリチ公ウラジーミルらの陣営につき、スモレンスク公国・ヴォルィーニ公国・チェルニゴフ公国の諸公らと戦った。1164年に父のスヴャトスラフ（死亡時にはチェルニゴフ公）が没した後、オレグは当時の継承法(ru)に反して、従兄弟のヤロスラフの持つノヴゴロド・セヴェルスキー公位を奪い取った。ゆえにヤロスラフの兄弟のスヴャトスラフによって、チェルニゴフ公位を奪われた。オレグ自身が死亡する1180年までの間、このスヴャトスラフ、ヤロスラフらと所領をめぐって戦った。また、1169年には、キエフを攻め落としたウラジーミル大公アンドレイ（アンドレイ・ボゴリュブスキー）の軍にも参加している。

## 妻子
子にはスヴャトスラフ、妻には以下の人物がいる。
- 1人目の妻：ユーリー・ドルゴルーキーの娘。1150年結婚。
- 2人目の妻：ロスチスラフ・ムスチスラヴィチの娘のアガフィヤ。1166年結婚。
- 3人目の妻：アンドレイ・ドブルィーの娘[2]。